# Taihō-ji
Taihō-ji (大宝寺) est un temple bouddhiste situé dans la ville de Matsuyama, préfecture d'Ehime au Japon. Le hon-dō (bâtiment principal) est classé trésor national et quelques-uns des trésors du temple sont classés biens culturels importants.

## Bâtiments
- Hondō (début de l'époque de Kamakura), trésor national[1],[2],[3].

## Trésors
- Statue en bois d'Amida Nyorai assis (木造阿弥陀如来坐像?) (époque de Heian) (bien culturel important)[4],[5].
- Statue en bois d'Amida Nyorai assis (木造阿弥陀如来坐像?) (époque de Heian) (BCI)[6],[7].
- Statue en bois de Shaka Nyorai assis (木造釈迦如来坐像?) (époque de Heian) (BCI)[8],[9].